# David Wu (Politiker)

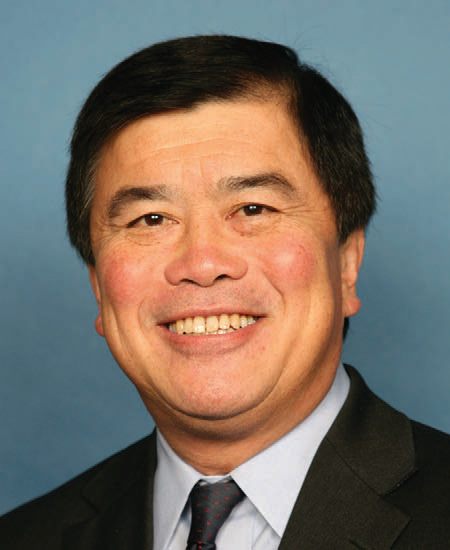
David Wu (2009)

David Wu (chinesisch 吳振偉, Pinyin Wú Zhènwěi, * 8. April 1955 in Taiwan) ist ein US-amerikanischer Politiker. Vom 3. Januar 1999 bis zum 3. August 2011 vertrat er den ersten Wahlbezirk des Bundesstaates Oregon im US-Repräsentantenhaus.

## Werdegang
Im Jahr 1961 kam David Wu mit seinen Eltern von Taiwan in die Vereinigten Staaten, wo sie sich zunächst in Latham im Staat New York niederließen. Nach der Grundschule studierte Wu bis 1977 an der Stanford University in Kalifornien. Danach begann er an der Harvard University ein Medizinstudium, das er aber abbrach. Stattdessen studierte er bis 1982 an der Yale University Jura. Danach arbeitete er für einen Bundesrichter und wurde Mitbegründer einer Gemeinschaftskanzlei.
Wu schloss sich der Demokratischen Partei an. 1998 wurde er im ersten Bezirk von Oregon in das US-Repräsentantenhaus gewählt, wo er am 3. Januar 1999 Elizabeth Furse ablöste. In den folgenden Jahren wurde er jeweils in seinem Amt bestätigt. Mit einer Rede gegen die Regierungspolitik unter Präsident George W. Bush erregte er Aufsehen, als er in Anlehnung an die Star-Trek-Filme in einer Rede sagte, das Weiße Haus sei von Klingonen besetzt. David Wu hat mit seiner Frau Michelle einen Sohn und eine Tochter. Privat wohnt er in Portland.
Im August 2011 sah Wu sich gezwungen, sein Mandat niederzulegen, nachdem gegen ihn Vorwürfe der sexuellen Belästigung laut geworden waren. Demnach hatte er Annäherungsversuche bei der noch minderjährigen Tochter eines Unterstützers seiner Wahlkampagne unternommen. Unmittelbar nach seiner Teilnahme an der Abstimmung über die Resolution zur aktuellen Haushaltskrise informierte er Oregons Gouverneur John Kitzhaber und Speaker John Boehner von seinem Rücktritt. Kitzhaber hatte die Nachwahl zum vakanten Sitz für Januar 2012 angesetzt. Bei dieser Nachwahl wurde Suzanne Bonamici als Nachfolgerin bestimmt.